# Warp (Galaxie)

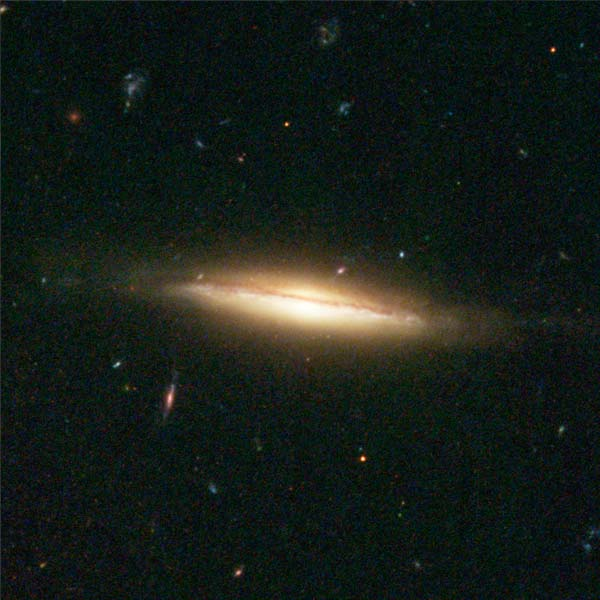
Aufnahme einer Spiralgalaxie in Kantenlage im sichtbaren Licht mit S-förmig verbogener Scheibe

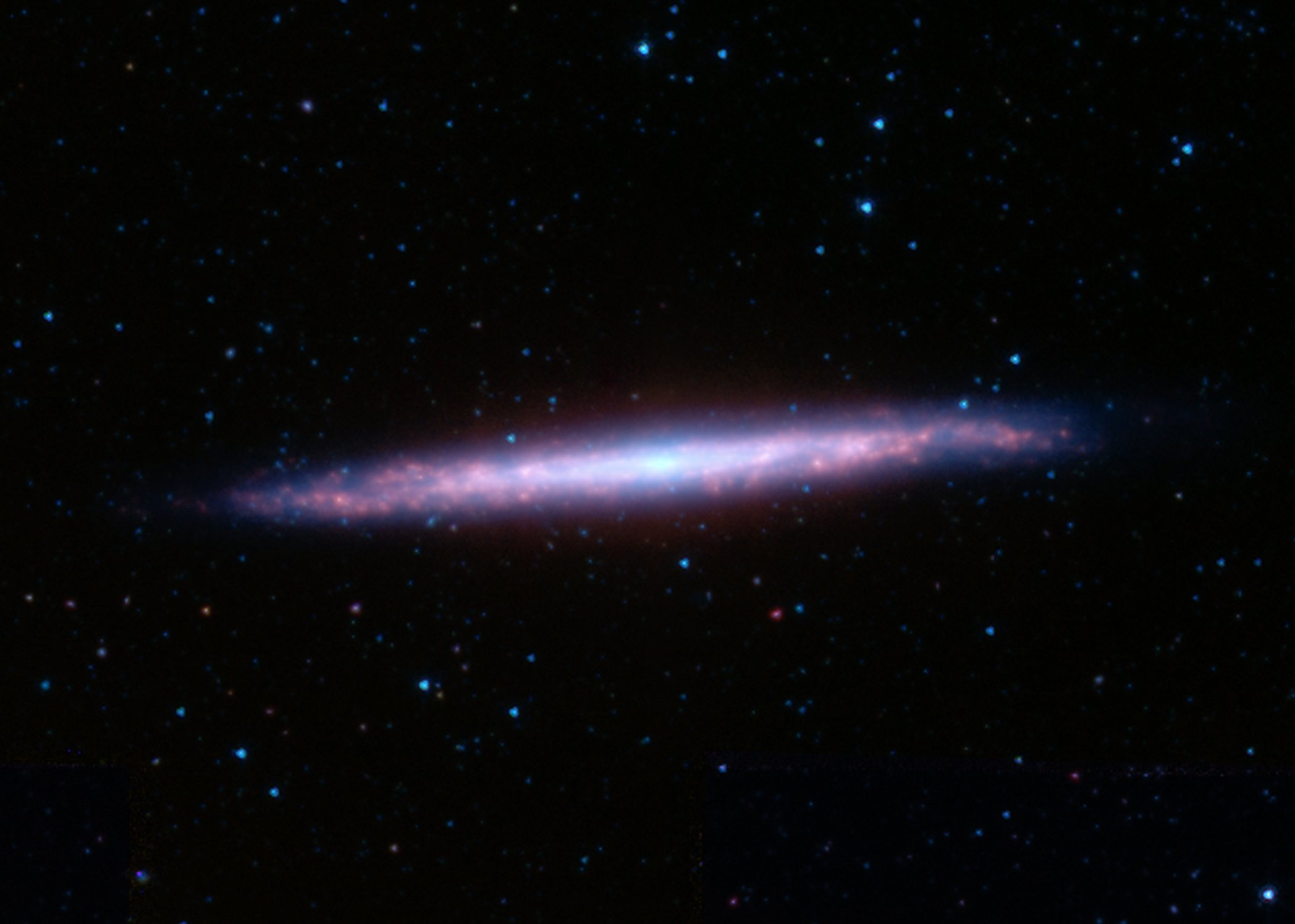
Infrarotaufnahme der Spiralgalaxie NGC 5907 mit Warp an den Rändern

Ein Warp (englisch für Verformung) ist eine S-förmige Verformung von Spiralgalaxien senkrecht zur Scheibenebene. Bei den meisten Galaxien beginnt diese Verformung überwiegend am Außenrand des sternreichen sichtbaren Teils der Scheibenebene und erstreckt sich in die zum größten Teil aus neutralem Wasserstoff bestehenden sternarmen, nicht sichtbaren Außenbereiche der Scheibe. Warps können deswegen vor allem mithilfe der Radioastronomie im 21-cm-Band beobachtet werden. Bei einigen Galaxien wie ESO 510-G13 reichen die Krümmungen bis in die sternreiche innere Scheibe und können mit optischen Teleskopen beobachtet werden. Auch die Scheibe des Milchstraßensystems ist in ihren Randbereichen verbogen.
Warps wurden erstmals 1976 von Renzo Sancisi in den Außenbereichen von Galaxien in Kantenlage erkannt. Ihre Ursache ist jedoch noch nicht genau bekannt. Sie können durch die Gezeitenwirkung vorbeiziehender Galaxien verursacht worden sein, jedoch können auch bei isolierten Galaxien Warps beobachtet werden. Eine favorisierte Erklärung sind Halos Dunkler Materie um Galaxien in der Form von Ellipsoiden, die gegen die Ebene der jeweiligen Galaxie geneigt sind. Diese dunkle Materie wird u. a. auch für die ansonsten unerklärlich schnelle Rotation von Spiralgalaxien verantwortlich gemacht.
Computersimulationen der Galaxienentwicklung legen nahe, dass die Ursache für die unterschiedliche Orientierung von Galaxienscheibe und Halo in der Verschmelzung mit Zwerggalaxien liegt, welche während des Verschmelzens über Drehimpulsübertragung die Scheibe der größeren Galaxie leicht verkippen. Die Galaxie „eiert“ während ihrer Rotation somit noch lange ihrem Halo nach, bis sie sich allmählich wieder durch innere Reibung in der Galaxienscheibe am Halo der Dunklen Materie ausrichtet.
Zu diesem Modell passen auch Beobachtungen, dass bei einigen Galaxien der Warp noch weiter außen wieder abflacht und in eine neue, gegen die innere Scheibe geneigte Scheibenebene übergeht. Ein Warp wäre somit nur der Übergangsbereich einer inneren, von der Gravitationswirkung der sichtbaren Materie der Galaxie dominierten Scheibe zu einer äußeren, vom Halo der Dunklen Materie beherrschten Scheibe.